# Fossemanant
Fossemanant là một xã ở tỉnh Somme, vùng Hauts-de-France, Pháp.
Thị trấn này tọa lạc trên đường D8, khoảng 8 dặm Anh về phía tây nam của Amiens hai bên bờ sông Selle, một chi lưu của sông Somme.

## Dân số
| 1962                                                           | 1968 | 1975 | 1982 | 1990 | 1999 |
| -------------------------------------------------------------- | ---- | ---- | ---- | ---- | ---- |
| 42                                                             | 52   | 39   | 81   | 109  | 110  |
| Số liệu điều tra dân số từ năm 1962, dân số không tính hai lần |      |      |      |      |      |